# Projeto Jupyter
 O Projeto Jupyter é uma organização sem fins lucrativos criada para "desenvolver software de código aberto, padrões abertos e serviços para computação interativa em dezenas de linguagens de programação".  Originado do IPython em 2014, o Projeto Jupyter suporta ambientes de execução em dezenas de linguagens de programação. O nome do projeto é uma referência às três principais linguagens de programação suportadas por Jupyter, Julia, Python e R, e também uma homenagem aos cadernos de anotações de Galileu que registram a descoberta das luas de Júpiter.

## Produtos

### Notebook Jupyter
Um Notebook Jupyter é um ambiente computacional web para a internet rica para criação de documentos para a plataforma Jupyter. O termo "notebook" pode, dependendo do contexto, fazer referência a entidades distintas como Jupyter (aplicativo Web), Jupyter Python (servidor Web) ou ao formato de documento para a plataforma. Um documento Jupyter Notebook é estruturado formato JSON, contendo uma lista ordenada de células de entrada / saída que podem conter código, texto (usando Markdown), matemática, gráficos e texto enriquecido, geralmente terminando com a extensão ".ipynb".

## Ambientes

### Online
- Binder[1]
- Colaboratory[2]
- Azure Notebooks[3]

### Windows
- Jupyter Portable[4]
- Anaconda[5]
- Jupyter Lab[6]
- Jupyter Notebook classic[6]

### Mac
- Anaconda[5]

### Linux
- Jupyter Lab[7]
- Anaconda[5]

## Instalação
É possível instalar o JupyterLab usando o gerenciador de pacotes pip digite o comando no command ou no powershell:
```
pip install jupyterlab
```

Para executar o JupyterLab digite o comando:
```
jupyter lab
```

Para instalar o Jupyter Notebook digite o comando:
```
pip install notebook
```

Para executar o Jupyter Notebook digite o comando:
```
jupyter notebook
```